# マーカス・シモンズ
マーカス・シモンズ（Marcus Simmons、1988年1月28日 - ）は、バスケットボール選手である。ポジションはガード/フォワード。

## 来歴
南カリフォルニア大学を卒業後、横浜ビー・コルセアーズに入団。